# Nadine Verdier
Nadine Verdier ist eine französische Kamerafrau und Filmeditorin und ehemalige Schauspielerin.
Verdier trat in den 1960er-Jahren als Schauspielerin in kleinen Rollen in dem Abenteuerfilm Soraya – Sklavin des Orients (1964), wo sie eine Sklavin und Bauchtänzerin verkörperte, sowie in Trans-Europ-Express (1966). Ab den 1990er-Jahren arbeitete sie in Frankreich als Filmeditorin und Kamerafrau an mehreren Filmen und Serien.

## Filmografie
- 1964: Soraya – Sklavin des Orients (Anthar l'invincibile) (Schauspiel)
- 1968: Trans-Europ-Express (Schauspiel)
- 1995: Lucumi, l’Enfant rumbeiro de Cuba (Schnitt)
- 2002: Un moment de bonheur (Schnitt)
- 2003: Tristan (Schnitt)
- 2004: Europäische Visionen (Schnitt)
- 2005: Süße Milch (La Ravisseuse) (Schnitt)
- 2006: Der weiße Planet (La Planète blanche ) (Schnitt)
- 2006: La Révolution bleue (Schnitt)
- 2010: Toscan – Ein Leben für das Kino (Toscan) (Schnitt, Kamera)
- 2010: Macht über die Insel (Main basse sur une île) (Schnitt)
- 2011: Haram (Schnitt)
- 2013: Amazonia – Abenteuer im Regenwald (Amazonia) (Schnitt)